# منتجع ماريتم جولي فيل
منتجع ماريتم جولي فيل هو منتجع سياحي وملعب للجولف في خليج نعمة، شرم الشيخ. تدار من قبل مجموعة HKS ، برئاسة حسين سالم. وصفت غرف الفندق بأنها «أكواخ مظللة». يقال إنه يحتوي على 30,000 متر مربع (320,000 قدم2) الحديقة المائية «النهر الكسول» والحدائق المورقة.